# Baeotis libna
Baeotis libna är en fjärilsart som beskrevs av Butler 1870. Baeotis libna ingår i släktet Baeotis och familjen Riodinidae. Inga underarter finns listade i Catalogue of Life.